# Дехино (Псковская область)
Дехино — деревня в Гдовском районе Псковской области России. Входит в состав Плесновской волости.
Деревня основана примерно в конце XVIII века, после отмены крепостного права, в эти районы массового переселялись эстонские семьи. В 1920 году в деревни построили эстонскую школу, в 1930 году появился колхоз «Красная Дехино».

## География
Деревня находится в северной части Псковской области, в зоне хвойно-широколиственных лесов, на северо-восточном берегу озера Белого, на расстоянии примерно 33 километров (по прямой) к северо-востоку от города Гдова, административного центра района. Абсолютная высота — 79 метров над уровнем моря.

### Климат
Климат характеризуется как умеренно континентальный, с относительно коротким тёплым летом и продолжительной, как правило, снежной зимой. Средняя многолетняя температура самого холодного месяца (января) составляет −8 °С, температура самого тёплого (июля) — +17,4 °С. Среднегодовое количество осадков — 684 мм.

### Часовой пояс
Деревня Дехино, как и вся Псковская область, находится в часовой зоне МСК (московское время). Смещение применяемого времени относительно UTC составляет +3:00.

## Население
| 2001 | 2002 | 2010 |
| ---- | ---- | ---- |
| 2    | ↗5   | ↗8   |

Согласно результатам переписи 2002 года, в национальной структуре населения русские составляли 100 %.